# أحمد سامي (لاعب كرة قدم)
أحمد سامي لاعب كرة قدم مصري، ويلعب حاليًا لنادي بيراميدز، في مركزي قلب الدفاع وخط الوسط الدفاعي.
وقد انضم إلى نادي مصر للمقاصة في 3 أغسطس 2014 لمدة 3 مواسم مقابل 400 ألف جنيه يحصل عليها التليفونات.

## مسيرته الكروية

### بداياته
ظهرت موهبته في الصف الخامس الابتدائي، واصطحبه أبوه لتدريبات واختبارات الناشئين بالنادي الأهلي بجانب 4000 طفل، واجتاز جميع الاختبارات، ولكنه في الاختبار الأخير احتك بأحد اللاعبين فتسبب له بإصابة فرسب في هذا الاختبار.
شارك في دورة بيبسي للمدارس ثم انضم لأكاديمية الخطيب أسطورة الأهلي السابق في مدينة الرحاب ومكث بها 3 أو 4 سنوات ثم انتقل إلى نادي النصر في سن الخامسة عشر، ومكث بالنادي حوالي 5 سنوات، وكان يجتهد دائمًا من أجل الظهور بشكل جيد يلفت من خلاله أنظار أندية الدوري الممتاز من أجل اللعب في صفوف أحدها.

### تليفونات بني سويف
وتحقق حلمه بعد ذلك عندما اشتراه تليفونات بني سويف تحت قيادة طلعت يوسف، ثم تدرب تحت قيادة أحمد شعبان وإيهاب جلال، ومكث مع الفريق موسمين شارك خلالهم في 17 مباراة في الدوري الممتاز وسجل خلالهم هدف وحيد، وهو الأمر الذي جعله يأخذ فرصة أفضل للانتقال لنادي مصر للمقاصة.

### مصر للمقاصة
بعد تولي إيهاب جلال تدريب مصر للمقاصة اصطحبه معه مع عدد من لاعبي التليفونات (محمود وحيد، حسني فتحي، أحمد مسعود، وائل فراج، أحمد الشيخ)، فانتقل للمقاصة موسم 2014–2015.

### طلائع الجيش
في 19 مايو 2018 انتقل لنادي طلائع الجيش معارًا من نادي مصر للمقاصة لمدة موسمين.

## الحياة الشخصية
كان أبوه لاعب سابق في نادي بدر بمحافظة البحيرة.

## إحصائيات مشاركاته
آخر تحديث في 30 يوليو 2018

### مع الأندية
| الفريق            | الموسم    | الدوري  | الدوري | الكأس[1] | الكأس[1] | البطولات القارية | البطولات القارية | الإجمالي | الإجمالي |
| الفريق            | الموسم    | مشاركات | أهداف  | مشاركات  | أهداف    | مشاركات          | أهداف            | مشاركات  | أهداف    |
| ----------------- | --------- | ------- | ------ | -------- | -------- | ---------------- | ---------------- | -------- | -------- |
| تليفونات بني سويف | 2013–2014 | 18[2]   | 1      | 0        | 0        | —                | —                | 18       | 1        |
| تليفونات بني سويف | الإجمالي  | 18      | 1      | 0        | 0        | —                | —                | 18       | 1        |
| مصر للمقاصة       | 2014–2015 | 32      | 0      | 3        | 0        | —                | —                | 35       | 0        |
| مصر للمقاصة       | 2015–2016 | 29      | 2      | 1        | 0        | 8                | 0                | 38       | 2        |
| مصر للمقاصة       | 2016–2017 | 24      | 0      | 1        | 0        | —                | —                | 25       | 0        |
| مصر للمقاصة       | 2016–2017 | 28      | 2      | 2        | 0        | 1                | 0                | 31       | 2        |
| مصر للمقاصة       | الإجمالي  | 113     | 4      | 7        | 0        | 9                | 0                | 129      | 4        |

## وصلات خارجية
- أحمد سامي على موقع قاعدة بيانات كرة القدم.إي يو (الإنجليزية)
- أحمد سامي على موقع ناشيونال فوتبول تيمز (الإنجليزية)
- أحمد سامي على موقع Soccerway.com (الإنجليزية)
- أحمد سامي على موقع عالم كرة القدم.نت (الإنجليزية)

- أحمد سامي[وصلة مكسورة]